# Meria (Korsika)
Meria ist eine Gemeinde auf dem Cap Corse der französischen Insel Korsika. Sie gehört zur Region Korsika, zum Département Haute-Corse, zum Arrondissement Bastia und zum Kanton Cap Corse.

## Geografie
Meria grenzt im Osten an das Tyrrhenische Meer. Nachbargemeinden sind Tomino im Norden, Rogliano im Nordwesten, Morsiglia im Westen sowie Luri im Süden und Südwesten.
Das Siedlungsgebiet liegt durchschnittlich auf 200 Metern über dem Meeresspiegel und besteht aus den Dörfern Meria, Marina di Meria, Morteda und Pastina.

## Bevölkerungsentwicklung
| Jahr      | 1962 | 1968 | 1975 | 1982 | 1990 | 1999 | 2006 | 2012 |
| --------- | ---- | ---- | ---- | ---- | ---- | ---- | ---- | ---- |
| Einwohner | 107  | 108  | 111  | 79   | 76   | 85   | 101  | 99   |

## Sehenswürdigkeiten
- Kirche Saint-Roch aus dem 17. Jahrhundert
- Kapelle Saint-Paul aus dem 16. Jahrhundert

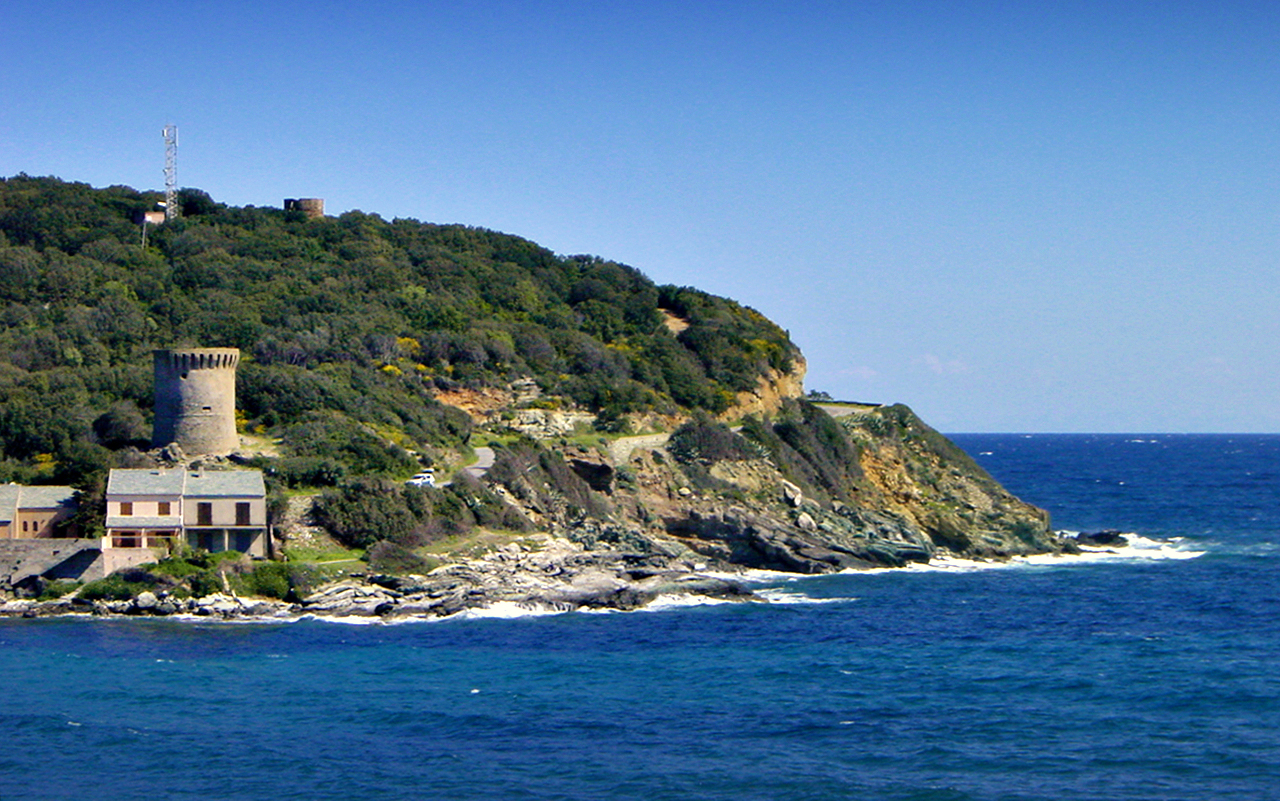
Tour de Meria